# Einar Karl Ingvarsson
Einar Karl Ingvarsson (ur. 8 października 1993) – islandzki piłkarz występujący na pozycji pomocnika w klubie Grindavíkur.
W latach 2010–2022 rozegrał 155 spotkań i zdobył 14 bramek w lidze islandzkiej.